# Speed Drive
«Speed Drive» es una canción de la cantante británica Charli XCX para Barbie: The Album, la banda sonora de la película de 2023 Barbie. Fue lanzada para descarga digital y streaming el 29 de junio de 2023 y fue enviada a la radio italiana el 30 de junio de 2023 como el tercer sencillo de la banda sonora.

## Antecedentes
Charli XCX fue una de las primeras artistas que Mark Ronson, el productor de la banda sonora de Barbie, contactó para que apareciera en el álbum. En una publicación de Instagram del 22 de junio de 2023, Charli XCX compartió que «siempre le encantó el escapismo» que le brindaban sus muñecas Barbie y que fue «una especie de momento de círculo completo ser parte de esta banda sonora y esta película».

## Composición
«Speed Drive» contiene una interpolación de «Mickey», escrita por Mike Chapman y Nicholas Chinn, e interpretada por Toni Basil. También contiene una interpolación de «Cobrastyle», escrita por Klas Åhlund, Joakim Åhlund, Patrick Arve, Ewart Brown, Fabian Torsson, Troy Rami, Paul Rota, David Parker y Sylvia Robinson, e interpretada por Robyn; que en sí es una versión de «Cobrastyle», interpretada por Teddybears con Mad Cobra.

## Lanzamiento
«Speed Drive» fue el tercer sencillo que se lanzó de la banda sonora de Barbie. Antes de su lanzamiento, Charli XCX compartió un fragmento de la canción sobre un clip de Margot Robbie de la película Barbie.

## Recepción
Alex González de Uproxx escribió: «En 'Speed Drive', Charli aprovecha su energía rosada y reluciente, lo que le da al universo de Barbie la [canción] del siglo». Liberty Dunworth de NME escribió que el sencillo «puede ser breve —con una duración de menos de dos minutos— pero aún así logra dar un golpe como una de las canciones más enérgicas de la banda sonora». Cat Zhang de Pitchfork llamó a la pista el «punto culminante relativo» de su álbum principal y «más inteligente que el resto de las pistas de Barbie».

## Créditos y personal
Todos los créditos están adaptados de las notas del CD de Barbie: The Album.
- Charlotte Aitchison – voz, composición
- Finn Keane (Easyfun) – composición, producción
- Joakim Frans Åhlund – composición
- Klas Frans Åhlund – composición
- Patrik Knut Arve – composición
- Ewart Everton Brown – composición
- David James Parker – composición
- Troy Rami – composición
- Sylvia Robinson – composición
- Fabian Peter Torsson – composición
- Mike Chapman – composición
- Nicholas Chinn – composición
- Manny Marroquín – mezcla

## Posicionamiento en listas
| Listas (2023)                             | Mejor posición |
| ----------------------------------------- | -------------- |
| Alemania (Official German Charts)         | 83             |
| Australia (ARIA)                          | 24             |
| Austria (Ö3 Austria Top 40)               | 55             |
| Canadá (Canadian Hot 100)                 | 50             |
| Eslovaquia (Singles Digitál Top 100)      | 64             |
| Estados Unidos (Billboard Hot 100)        | 73             |
| Guatemala (Monitor Latino Anglo)          | 17             |
| Irlanda (IRMA)                            | 8              |
| Mundo (Billboard Global 200)              | 59             |
| Nueva Zelanda (Recorded Music NZ)         | 24             |
| Países Bajos (Single Tip)                 | 11             |
| Polonia (Polish Streaming Top 100)        | 63             |
| Reino Unido (UK Singles)                  | 9              |
| República Checa (Singles Digitál Top 100) | 38             |
| Suecia (Sverigetopplistan Heatseeker)     | 15             |
| Suiza (Schweizer Hitparade)               | 97             |